# Шипоту (Поройна-Маре, Мехедінць)
Шипоту (рум. Șipotu) — село у повіті Мехедінць в Румунії. Входить до складу комуни Поройна-Маре.
Село розташоване на відстані 252 км на захід від Бухареста, 25 км на південний схід від Дробета-Турну-Северина, 73 км на захід від Крайови.

## Населення
За даними перепису населення 2002 року у селі проживали 126 осіб, усі — румуни. Усі жителі села рідною мовою назвали румунську.